# Zosimo di Panopoli
Zosimo (in latino: Zosimus; Panopoli, ca. 350 – ca. 420) è stato un alchimista egizio di epoca romana.

## Biografia

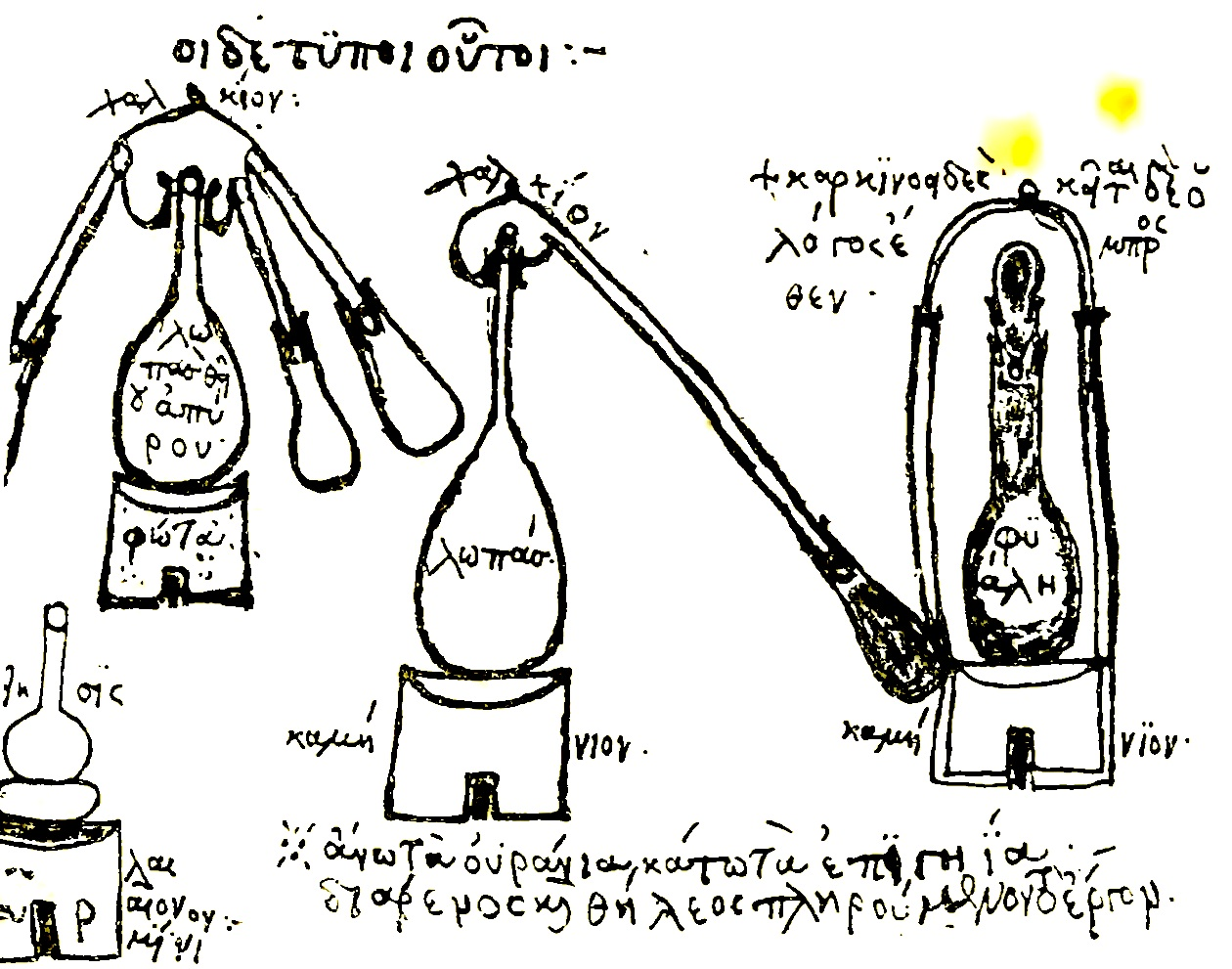
Illustrazione da un manoscritto greco bizantino di Zosimo: attrezzatura per la distillazione

Zosimo era di lingua greca e di nascita egizia. La sua città di origine è discussa: le intitolazioni nei manoscritti lo registrano sia come originario di Tebe che di Panopoli (Akhmin) nella Tebaide, mentre Suida lo dice proveniente da Alessandria. La variabilità è forse dovuta agli spostamenti compiuti da Zosimo in vita. Non è nota con certezza neppure l'epoca in cui visse: il fatto che egli citi Porfirio e che Sinesio alluda indirettamente a lui consente di collocarlo fra la fine del III secolo e l'inizio del IV secolo.
Fu il primo autore che scrisse opere alchemiche in modo sistematico e firmando la propria creazione. Secondo quel che scrive Suida, Zosimo fu autore di un'opera intitolata Chemeutikà, dedicata alla sorella Teosebia; tale scritto era ripartito in 28 libri, ciascuno dei quali era individuato da una lettera dell'alfabeto (le 24 lettere dell'alfabeto greco e 4 lettere dell'alfabeto copto). Tale opera non è giunta per intero, ma la tradizione manoscritta (non solo greca, ma anche siriaca) ha tramandato vari scritti che dovevano esserne in origine delle parti. Quanto a Teosebia, non è detto che fosse sorella di Zosimo in senso proprio, giacché il termine può avere valore simbolico e mistico: nelle opere Zosimo si rivolge talora a lei come a una discepola fedele, tal altra volta come a una discepola "eretica" da riavvicinare al genuino magistero alchemico. Una traduzione araba dell'opera, realizzata da Mu'ayyad al-Din Abu Isma‘il al-Husayn ibn Ali al-Tughra'i, è stata scoperta nel 1995, ma tale versione non è affatto completa e soprattutto non è letterale.
Secondo Suida, fu anche autore di una Vita di Platone che non ci è pervenuta, mentre sono conservati tredici frammenti delle sue Memorie autentiche.
Nella sua riflessione giunsero a maturazione impulsi provenienti dal neoplatonismo, dal Cristianesimo, dallo gnosticismo e dall'ermetismo. Il processo di trasformazione dei metalli (per lo più da metalli vili a metalli preziosi, oro e argento) è simbolico di un percorso di purificazione e di iniziazione.
I futuri successi della chimica ellenistica dipesero dai perfezionamenti apportati nella soffiatura del vetro necessaria per la fabbricazione di alambicchi.